# Les Mujouls
Les Mujouls település Franciaországban, Alpes-Maritimes megyében. Lakosainak száma 38 fő (2022. január 1.). Les Mujouls Aiglun, Amirat, Collongues, Gars, Le Mas és Sallagriffon községekkel határos.

## Népesség
A település népességének változása:
| Lakosok száma | 25   | 27   | 27   | 56   | 43   | 47   | 51   | 44   | 41   | 38   |
|               | 1968 | 1982 | 1990 | 2006 | 2013 | 2015 | 2017 | 2019 | 2020 | 2022 |